# Вертикальный охват
Вертикальный охват или охват с воздуха (англ. Vertical Envelopment) — военный термин, под которым понимается охват войск противника путём переброски по воздуху аэромобильных, воздушно-десантных или других частей в тыл или на фланги вражеских войсковых группировок.

## Суть и особенности применения
В нынешнем значении этого термина под вертикальным охватом, как правило, понимается доставка с помощью вертолётной авиатехники, планёров и тому подобное в тылы противника подразделений высокомобильных войск, которые обеспечивают оперативное замыкание кольца окружения. Кроме этого, на них может быть возложена задача нанесения удара по тылам и сковывания значительных сил неприятеля вне ключевых участков на переднем крае. Считается, что успешная реализация вертикального охвата должна включать в себя надежное подавление всех огневых средств врага, а в особенности — его сил ПВО.
Военные специалисты стран NATO полагают, что в современной войне при масштабных боевых действиях широкое использование авиации для переброски войск целесообразно по целому ряду причин. Одной из главных называют возникновение огромных брешей, которые неизбежно появятся в любой полосе обороны в результате обмена ядерными ударами. Помимо этого, их следствием станет ослабление целостности ПВО, нарушение системы управления войсками, их взаимодействия и так далее.
По мнению западных военных теоретиков все преимущества вертикального охвата в полной мере раскрываются при форсировании крупных водных преград во время общевойсковых наступательных действий. В таких ситуациях вертикальный охват обороняющихся сил врага позволяет нанести по нему удар с тыла и поддержать переправу наземных войск. Однако стоит заметить, что успешность таких действий в значительной степени будет обусловлена надёжным подавлением вражеских средств ПВО. Другим стандартным способом использования вертикального охвата является преследование отходящих сил противника, когда диверсионные отряды, высаженные в его тылу, нарушают работу транспортной инфраструктуры, уничтожают командные пункты, вносят хаос и тому подобное.